# Зефірний тест
Стенфордський «Зефірний тест» (англ. Stanford marshmallow experiment) — серія психологічних досліджень щодо відтермінованого задоволення, проведена в кінці 1960-х — на початку 1970-х років професором Стенфордського університету психологом Волтером Мішелем.
У цих дослідженнях дітям був запропонований вибір між однією нагородою за умови її негайного отримання або двома нагородами (іноді нагородою слугував зефір (маршмелоу), але частіше за все це було печиво чи кренделі), якщо дитина могла їх дочекатись протягом короткого періоду (приблизно 15 хвилин), під час якого тестер покидав кімнату, а потім повертався. У наступних дослідженнях, які тривали 40 років, було виявлено, що діти, які були в змозі чекати бажаних нагород, як правило, мали більше успіхів у житті. Це вимірювалось такими параметрами, як бали по тесту SAT, рівень освіти, індекс маси тіла (англ. BMI) та інші життєві досягнення.
У 2014 на каналі «Україна» вийшов документальний фільм «Планета мавп. Куди зникають розумні діти?», де поміж іншим детально описується даний тест.
Спроби повторити експеримент поставили під сумнів його релевантність[⇨].

## Суть експерименту

### Походження
За зауваженнями Волтера експеримент бере своє коріння значно раніше в Тринідаді, де різні етнічні групи, що проживали на острові, мали різні стереотипи, а саме: по різному сприймали нерозсудливість, самоконтроль та вміння інших людей весело проводити час. Цей невеликий (n = 53) експеримент був зосереджений на дітях різної статі  у віці від 7 до 9 років (35 африканців і 18 індійців) в сільській школі Тринідаду. Діти повинні були вибрати між негайним отриманням цукерки вартістю 1 ¢ або ж кращої цукерки вартістю 10 ¢, яку б вони отримали через тиждень. Мішель зазначив істотну етнічну відмінність між індійськими дітьми, які показали набагато більшу здатність відтерміновувати задоволення, в порівнянні з африканськими учнями, а також великі відмінності віку. Також Мішель зазначив, що  відсутність батька, яка була поширена в африканській групі (лише раз трапилась у вест-індійській групі), найсильніше пов'язана з відтерміновуванням задоволення. У випадку ж з дітьми з повних сімей ця здатність була значно вищою.

### Стенфордський експеримент
Перший «Зефірний Тест» був проведений Волтером Мішелем і Еббі Еббесен в Стенфордському університеті в 1970 році.
Метою дослідження було зрозуміти, коли контроль відкладеної винагороди, здатності чекати, щоб отримати щось, розвивається в дітях. Експеримент був проведений в Дитячому Садку Бінг, розташованому в Стенфордському університеті, з дітьми віком від 4 до 6 років як суб'єктами. Дітей заводили в кімнату, де слідкували за їх вибором. Печиво, зефір, або кренделі були розкладені на столі. Дослідники казали, що діти можуть з'їсти зефір, але якщо вони зачекають п'ятнадцять хвилин, не віддаючись спокусі, то будуть винагороджені ще одним зефіром. Мішель зазначив, що деякі «закривали свої очі руками або розверталися так, щоб не бачити солодощі, інші починали штовхати стіл або погладжувати зефір, ніби це була крихітна тварина», а решта просто з'їдала зефір, як тільки дослідники залишали кімнату.
У більш ніж 600 дітей які брали участь в експерименті, меншість негайно з'їдали зефір. З тих, хто намагався втримати себе, одна третина відкладала своє задоволення досить довго, щоб отримати другий зефір. Вік був основним чинником, що визначав відкладене задоволення.

### Методи

#### Суб'єкти
Випробувані були 16 хлопчиків і 16 дівчат, які відвідували Дитячий Садок Бінг Стенфордського університету. Троє були усунені через їх нездатність зрозуміти інструкції. Діти були віком від 3 років 6 місяців до 5 років 8 місяців (середній вік 4 роки і 6 місяців). Експеримент проводився двома чоловіками. Вісім суб'єктів (чотири чоловіки і чотири жінки) були випадковим чином розподілені в кожній з чотирьох експериментальних кімнат. У кімнаті кожен експериментатор працював з двома хлопчиками і двома дівчатами, для того щоб уникнути систематичних ефектів бентежень дітей від експериментаторів.

#### Умови
І безпосередня, і уповільнена винагороди залишилися експериментатором доступними для уваги об'єкта.

#### Процедура проведення
На столі в експериментальній кімнаті було п'ять кренделів і непрозора коробка для тортів. Під коробкою було ще п'ять кренделів і два печива у вигляді тварин. Перед столом стояли два стільці, на одному з яких була порожня картонна коробка. На підлозі, біля крісла з картонною коробкою, лежало чотири електронні іграшки. Експериментатор вказував на чотири іграшки; перш ніж дитина може грати з іграшками, експериментатор просив дитину сісти в крісло, а потім демонстрував кожну іграшку швидко і весело, потім він казав, що вони будуть грати з іграшками пізніше. Експериментатор клав кожну іграшку в картонну коробку, в такий спосіб залишаючи іграшки поза увагою дитини. Експериментатор пояснював дитині, що іноді йому доводитиметься виходити з кімнати, але якщо дитина з'їсть кренделі, то він повернеться. Ці інструкції повторювалися, доки дитина не зрозуміла їх повністю. Експериментатор виходив і чекав поки дитина з'їсть кренделі — вони повторювали цю процедуру чотири рази.
Потім експериментатор відкривав коробку для тортів, щоб виявити два набори винагород для дитини: п'ять кренделів і два печива у вигляді тварин чи чотири іграшки. Експериментатор питав, який із двох наборів дитині подобається більше, і після того як дитина робила свій вибір, експериментатор пояснював, що дитина може або продовжити очікувати щоб отримати більш бажану винагороду, поки експериментатор не повернеться, або ж дитина може перестати чекати повернення експериментатора. Якщо дитина переставала чекати, то вона отримувала менш бажану винагороду і автоматично відмовлялася від кращої для неї.
Залежно від стану і вибору дитини, привілейованої нагороди, експериментатор брав коробку для тортів і разом з нею виходив з кімнати. Експериментатор повертався, як тільки дитина сигналізувала йому зробити це, або ж через 15 хвилин. 

## Подальші дослідження
У підсумках дослідження Мішель виявив несподіваний зв'язок між результатами «зефірного тесту» і успіху дітей через багато років.
Першими підсумками дослідження в 1988 році було те, що «діти дошкільного віку, які змогли затримати задоволення на довше, більш ніж через 10 років були описані їх батьками, як значно більш компетентні підлітки, ніж інші діти.»
Другий підсумок, у 1990 році, показав, що здатність відкладати задоволення, також корелює з більш високими балами в тесті SAT.
У 2011 об'єкти експерименту досягли середини життя. Досягнення цього віку зобразило основні відмінності між тими, хто зміг затримати задоволення, і тими, хто – ні. Головна відмінність спостерігалася в двох областях мозку: префронтальній корі (більш активній у перших) і вентральному стриатумі (області пов'язаній із залежністю), коли вони намагалися контролювати свої реакції на привабливі спокуси.

## Критика
У 2012 Університет Рочестера змінив експеримент, розділивши дітей на дві групи: одна група отримала порушену обіцянку перед тим як «зефірний тест» був проведений (ненадійна група), а друга група отримала правдиву обіцянку перед «зефірним тестом» (надійна група). Надійна група чекала до чотирьох разів довше (12 хв), ніж ненадійна група до появи другого шматку зефіру. Автори стверджують, що це ставить під сумнів оригінальну інтерпретацію саморегуляції, як критичний чинник. У виконанні дитини, самоконтроль повинен передбачати вміння чекати та не чекати, коли це дійсно має сенс. Після «зефірного тесту» в Стенфорді, Волтер Мішель показав, що віра дитини в щось обіцяне є важливим фактором, що визначає вибір, але його наступні експерименти не приймали цей фактор до уваги.
Команда науковців із Нью-Йоркського університету повторила експеримент із значно більшою вибіркою, відібравши 900 дітей з різних соціальних груп. Результати показали, що здатність відкладати задоволення на потім корелює з рівнем доходів сім'ї: чим він більший, тим охочіше діти погоджувалися чекати. Також вчені довели, що внутрішньогрупова різниця не має значення: якщо дитина з багатої сім'ї вирішила з'їсти зефірку зразу, у неї буде приблизно така сама ймовірність досягти успіху в житті, як і в тих, хто її не з'їв. І навпаки, якщо дитина з бідної сім'ї відкладала поїдання зефірки на потім, то у неї буде в середньому не більше шансів на успіх, ніж у інших людей з його групи. Головною причиною меншої схильності бідних дітей чекати вважається відсутність у них впевненості у словах дорослих і в стабільності життя взагалі, що є наслідком їхнього соціального становища .